# Uroporphyrinogen-III-Synthase
Die Uroporphyrinogen-III-Synthase (URO3S) ist das Enzym in Tieren, das den Ringschluss von Hydroxymethylbilan zu Uroporphyrinogen III katalysiert, ein Teilschritt in der Porphyrinbiosynthese. Im Mensch ist URO3S in allen Gewebetypen zu finden. Mutationen im UROS-Gen können zu URO3S-Mangel und dieser zu Morbus Günther führen.

## Katalysierte Reaktion
⇒ 
Hydroxymethylbilan cyclisiert zu Uroporphyrinogen III.